# Blake Stepp
Blake Roy Stepp (Eugene, Oregón, 4 de febrero de 1982) es un exjugador de baloncesto estadounidense que disputó una temporada en la liga serbia y otra más en la Liga ACB. Con 1,93 metros de estatura, jugaba en la posición de base.

## Trayectoria deportiva

### Universidad
Jugó durante cuatro temporadas con los Bulldogs de la Universidad Gonzaga, en las que promedió 13,0 puntos, 5,0 asistencias y 3,9 rebotes por partido. En su primera temporada jugó todos los partidos como titular, acabando el año con 10,3 puntos y 3,5 asistencias por partido, que le convirtieron en el Novato del Año de la West Coast Conference, siendo elegido en el mejor quinteto de la conferencia.
Tras terminar su primera temporada tuvo que pasar por el quirófano para operar un desgarro en el menisco. Pasó su segunda temporada renqueante de su lesión, pero a pesar de ello fue titular en 29 de los 31 partidos, promediando 9,2 puntos y 3,9 asistencias, y siendo incluido nuevamente en el mejor quinteto de la conferencia. Consiguió un récord personal ante Long Beach State, al repartir 16 asistencias.
Pasó nuevamente por el quirófano antes de su temporada junior, pero en esta ocasión pudo afrontar la temporada con total garantía. consiguió su récord de anotación ante Washington State, logrando 34 puntos, e igualó el récord de la universidad de tiros libres anotados en un partido, con 16 de 20 ante Washington. Promedió 18,0 puntos por partido, que le valieron para ser elegido Jugador del Año de la WAC.
En su temporada senior promedió 14,6 puntos y repartió 207 asistencias (6,7 por partido) para acabar segundo en el ránling histórico de los Bulldogs en este apartado, sólo superado por Matt Santangelo. Anotó 33 puntos en dos partidos del Torneo de la WCC, incluidos 19 en la final ante Saint Mary's, siendo elegido por segunda vez jugador del año de la conferencia, el noveno jugador en alcanzar esa distinción, y además fue incluido en el segundo equipo All-American.

### Selección nacional
En 2003 fue convocado por la selección de Estados Unidos para disputar los Juegos Panaméricanos que se celebraron en Santo Domingo, República Dominicana, en los que acabaron en la cuarta posición. Stepp promedió 3,2 puntos y 1,0 rebotes por partido.

### Profesional
Fue elegido en la quincuagésimo novena posición del Draft de la NBA de 2004 por Minnesota Timberwolves, pero fue despedido antes del inicio de la competición. Pocas semanas después fichó por el Partizan de la liga serbia, con los que disputó la Euroliga, promediando 13,1 puntos y 2,5 asistencias en 13 partidos, y la Liga del Adriático, en la que consiguió 9,9 puntos y 2,4 asistencias en 24 partidos. Ganó además la liga serbia.
Al año siguiente firmó un contrato no garantizado con Cleveland Cavaliers, quienes prescindieron de sus servicios antes del comienzo de la temporada. Fichó entonces a prueba por el Pamesa Valencia de la liga ACB, sustituyendo a Derrick Dial, jugando trece partidos en los que promedió 9 puntos y 2 asistencias, antes de ser reemplazado por Anthony Goldwire.